# Bisoziation
Bisoziation bezeichnet den kreativen Vorgang der Verknüpfung von Begriffen, Bildern oder Vorstellungen aus unterschiedlichen begrifflichen Bezugsrahmen. Der Begriff wurde von Arthur Koestler in seinem Werk The Act of Creation (1964; deutsch: Der göttliche Funke, 1966) in Anlehnung an das Wort „Assoziation“ eingeführt und gilt heute als ein Grundbegriff in der Kreativitäts- sowie in der Humorforschung.
Als kreativer Grundbegriff beschreibt Bisoziation das Durchbrechen geistiger Routinen. Während die Assoziation gedankliche Verknüpfungen auf einer Ebene bezeichnet, geht die Bisoziation darüber hinaus, indem sie Begriffe aus zwei einander üblicherweise nicht zugeordneten Ebenen miteinander verbindet.
Diese kreative Verbindung kann zu drei verschiedenen Entdeckungen führen:
1. Witz: Aus dem Zusammentreffen nicht zusammengehörender Dinge kann Komik entstehen.
2. Erkenntnis/Entdeckung: Das Zusammentreffen zweier bislang nicht zusammengedachter Elemente kann zu einer überraschenden Einsicht führen.
3. Verstehen: Das Zusammentreffen kann zu einem tieferen Verständnis von Zusammenhängen führen.

In der Humorforschung konzentriert man sich vor allem auf den ersten Aspekt: Humor und Komik entsteht aus dem Zusammenprall unterschiedlicher Ebenen und Welten.
Koestlers Überlegungen haben in der Kreativitätsforschung auch zu unmittelbaren Anwendungsvorschlägen geführt. Bisoziation wird dabei zu einer Methode, die bewusst Begriffe und Dinge miteinander in Verbindung bringt, die nach dem üblichen, routinierten Denken nicht zusammengehören. Die Semantische Intuition ist ein Beispiel für eine solche Methode.
Beispielhafte Anwendung in der Kreativitätstechnik:
1. Eine Gruppe betrachtet fünf Bilder, die mit der eigentlichen Problemstellung (bzw. dem eigentlichen Thema) nichts zu tun haben. Beispielsweise werden gegenständliche oder abstrakte Bilder eines bekannten Malers betrachtet.
2. Jeder Teilnehmer versucht die vorher genannte Fragestellung mit Aspekten/Ausschnitten der Bilder zu assoziieren und schreibt seine durch die Bilder angeregten Ideen auf.
3. Die Ideen werden im Anschluss gesammelt und diskutiert.